# Will of the People
Will of the People (з англ. воля народу)— дев'ятий студійний альбом англійського рок-гурту Muse, виданий 26 серпня 2022 року лейблами Warner Records і Helium-3. Цей альбом був самостійно створений гуртом, а Метью Белламі назвав його «альбомом найкращих хітів — з нових пісень». «Won't Stand Down», «Compliance», «Woll of the People» та «Kill or Be Killed» вийшли як сингли до виходу альбому, а «You Make Me Feel Like It's Halloween» вийшов як сингл того ж дня, коли вийшов альбом.
Альбом отримав загалом позитивні відгуки та став сьомим поспіль альбомом Muse номер 1 у Великобританії. Світовий тур The Will of the People розпочався у квітні 2022 року та завершиться в липні 2023 року.

## Передісторія та запис
Про походження альбому Метью Белламі заявив, що Warner Records запросили від Muse збірник найкращих хітів, проте гурт вирішив зробити альбом, який був би «монтажем» всіх жанрів, яких «ми коли-небудь торкалися», і відчувався б як «збірник найкращих хітів — з новими піснями». Warner відзначили, що альбом охоплює кілька жанрів, описуючи пісню «Will of the People» як глем-рок і «Kill or Be Killed» як індастріал.
Белламі сказав, що тексти пісень на альбомі були натхненні «зростаючою невизначеністю і нестабільністю у світі […] коли західна імперія та природа, які довгий час нас оберігали, стоять перед реальною загрозою. Цей альбом є особистим навігатором у цьому страху і підготовкою до того, що нас чекає».
Альбом був записаний у власній студії Белламі Red Room, що у Санта-Моніка, Каліфорнія, а також у студіях Black Lodge та Abbey Road Studios у Лондоні.

## Просування та реліз
Перший уривок з альбому був почутим 25 грудня 2021 року, коли Белламі коротко прямо в ефірі транслював прослуховування пісні «Won't Stand Down» разом зі своїм 10-річним сином, Бінгом. Приблизно через два тижні Muse оголосили, що пісня вийшде 13 січня 2022 року, зробивши її першим синглом з часу «Pressure», який вийшов у вересні 2018 року. Другий сингл з альбому, «Compliance», вийшов 17 березня, одночасно з оголошенням про альбом та його датою випуску — 26 серпня.
Третій сингл з альбому, «Will of the People», вийшов 1 червня 2022 року. Того ж місяця Muse розпочали європейський фестивальний тур зі свого Will of the People World Tour, на якому вони виконували всі три нові сингли, а також ще не видану на той момент пісню «Kill or Be Killed». 21 липня «Kill or Be Killed» вийшов як четвертий сингл з альбому. 23 серпня Muse оголосили, що п'ятий сингл з альбому, «You Make Me Feel Like It's Halloween», вийде 26 серпня, в той же день, що і випуск альбому.
25 листопада 2022 року вийшла італійська версія пісні «Ghosts (How Can I Move On)» з участю італійської поп-зірки Елізи, а через два тижні, 9 грудня, вийшла французька версія за участі Мілен Фармер.
1 серпня 2022 року було оголошено, що альбом Will of the People можна придбати як невзаємозамінний токен (NFT) на платформі Serenade, що працює на основі блокчейну Polygon, та що він стане першим альбомом, продажі NFT якого будуть враховуватися в чартах Великобританії та Австралії. Згідно з Ґардіан (газета): «Альбом Muse NFT буде продаватися за £20 та буде обмежений 1 000 копіями в усьому світі. Як NFT та обмежений формат, він має відносно скромні можливості проникнення на ринок, тому велика частина його продажів відбувається серед фанатів гурту.» Кожна копія NFT-альбому мала відмінну обкладинку і містила завантажувану версію альбому у високій якості (FLAC), яку члени гурту підписали цифровим підписом. Імена перших покупців завжди відображатимуться як оригінальні власники альбомів, а гурт зможе отримувати роялті.
Таким чином, альбом Will of the People має п'ять офіційних синглів: «Won't Stand Down», «Compliance», «Will of the People», «Kill or Be Killed» і «You Make Me Feel Like It's Halloween», а також дві версії пісні «Ghosts (How Can I Move On)» з участю Елізи та Мілен Фармер.

## Опис жанру
У музичному плані «Will of the People» описується як глем-рок, альтернативний рок, синті-поп, арена-рок, хард-рок, прогресив-рок, прогресив-метал, індастріал-метал, і електропоп.

## Критичне сприйняття
«Will of the People» отримав загалом позитивні відгуки критиків. На Metacritic, він має рейтинг 71 з 100 на основі 14 основних критиків, що свідчить про «загалом сприятливі відгуки». Ніл З. Юнг з AllMusic заявив, що «Will of the People» не є таким важливим, як їх класика 2000-х років, але це швидкий, задовільний сплеск незамінного Muse, який уміло обходить кладовище збірок хітів на користь свіжого матеріалу, який вшановує як розвиток, так і віддану фанатську базу". Емілі Свінґл з Clash описала альбом як «гостру, енергійну дозу Muse… [попри] тексти, які можуть відчуватися ненатхненно». Марк Бамонт з Classic Rock написав: «Muse оволодівають ширшим спектром майбутніх рок- та поп-сонік, з якими вони граються протягом останнього десятиліття, вдосконалюють і визначають свій поточний звук так же впевнено, як Black Holes and Revelations робив це для їхнього періоду 2000-х років.» Емма Вілкс з DIY назвала альбом «шведським столом крінжу з антиутопічим присмаком». Ендрю Белт з Gigwise пише, що «Will of the People містить багато текстів, повних гіркоти… Проте, він також знаходить Muse на вершині їхньої гри — і вони насолоджуються нею — протягом десяти відмінних пісень.»

## Комерційний успіх
У Великобританії альбом було продано 51 500 одиниць за перший тиждень випуску, чого було достатньо, щоб зробити його сьомим поспіль альбомом Muse, який очолив UK Albums Chart. У США з 24 000 еквівалентами альбому він дебютував під номером 15 в Billboard 200 і під номером 1 у чартах Billboard Top Alternative Albums і Top Rock Albums. 

## Список пісень
Автор музики і слів Метью Белламі. 
| #     | Назва                                  | Тривалість |
| ----- | -------------------------------------- | ---------- |
| 1.    | «Will of the People»                   | 3:18       |
| 2.    | «Compliance»                           | 4:10       |
| 3.    | «Liberation»                           | 3:06       |
| 4.    | «Won't Stand Down»                     | 3:29       |
| 5.    | «Ghosts (How Can I Move On)»           | 3:36       |
| 6.    | «You Make Me Feel Like It's Halloween» | 3:00       |
| 7.    | «Kill or Be Killed»                    | 5:00       |
| 8.    | «Verona»                               | 4:56       |
| 9.    | «Euphoria»                             | 3:23       |
| 10.   | «We Are Fucking Fucked»                | 3:36       |
| 37:40 |                                        |            |

## Учасники запису альбому
| Muse - Метью Белламі — вокал, спів натовпу (трек 1), гітара, фортепіано, клавішні, продюсування, інженерія, художнє керівництво - Домінік Говард — ударні, перкусія, спів натовпу (трек 1), продюсування, інженерія, художнє керівництво - Кріс Волстенхолм — бас-гітара, спів натовпу (трек 1), продюсування, інженерія, художнє керівництво Додаткові музиканти - Ель Белламі, Бінг Белламі, Каріс Волстенхолм, Ерні Волстенхолм, Бастер Волстенхолм, Тедді Волстенхолм, Табіта Волстенхолм Толхерст, Індіана Волстенхолм Толхерст — спів натовпу (трек 1) | Технічний персонал - Алекс Вон Корфф — додаткове продюсування, інженерія, мікшування (трек 7) - Адріан Бушбі — додатковий інженер (трек 7) - Шербан Генеа — мікшування (треки 1–3, 5, 6, 8–10) - Брайс Бордоне — інженер мікшування (треки 1–3, 5, 6, 8–10) - Ден Ланкастер — мікшування (трек 4) - Ріс Мей — помічник мікшування (трек 4) - Джо Девенні — помічник мікшування (трек 7), помічник студії (Red Room) - Кріс Герінгер — мастеринг - Енді Максвелл — помічник студії (Abbey Road) - Томмі Босустоу — помічник студії (Abbey Road) - Кріс Вайтмайер — технічний помічник - Пол Воррен — технічний помічник | Оформлення альбому - Джессі Лі Стаут — креативний директор, художнє керівництво, обкладинка і розкладка - Тіаго Маріньйо — обкладинка і розкладка - Тайрон Ярд — обкладинка і розкладка - Габріелла Руссо — обкладинка і розкладка - Нік Фанчер — фотографія - Андреа «Ваарп» Марсіас — задня обкладинка та мітка на стороні 1/CD-арт - Міко дель Розаріо — мітка на стороні 2 |

## Хіт-паради та сертифікація
| Хіт-парад (2022)                                     | Найвища позиція |
| ---------------------------------------------------- | --------------- |
| Австралія Australian Albums (ARIA)                   | 1               |
| Австрія Austrian Albums (Ö3 Austria)                 | 1               |
| Бельгія Belgian Albums (Ultratop Flanders)           | 2               |
| Бельгія Belgian Albums (Ultratop Wallonia)           | 1               |
| Канада Canadian Albums (Billboard)                   | 5               |
| Чехія Czech Albums (ČNS IFPI)                        | 37              |
| Данія Danish Albums (Hitlisten)                      | 18              |
| Нідерланди Dutch Albums (MegaCharts)                 | 2               |
| Фінляндія Finnish Albums (Suomen virallinen lista)   | 2               |
| Франція French Albums (SNEP)                         | 1               |
| Німеччина German Albums (Offizielle Top 100)         | 2               |
| Угорщина Hungarian Albums (MAHASZ)                   | 4               |
| Ірландія Irish Albums (OCC)                          | 2               |
| Італія Italian Albums (FIMI)                         | 1               |
| Японія Japanese Albums (Oricon)                      | 15              |
| Japanese Digital Albums (Oricon)                     | 6               |
| Japanese Hot Albums (Billboard Japan)                | 13              |
| Lithuanian Albums (AGATA)                            | 58              |
| Нова Зеландія New Zealand Albums (Recorded Music NZ) | 1               |
| Норвегія Norwegian Albums (VG-lista)                 | 16              |
| Польща Polish Albums (ZPAV)                          | 6               |
| Португалія Portuguese Albums (AFP)                   | 1               |
| Шотландія Scottish Albums (OCC)                      | 1               |
| Іспанія Spanish Albums (PROMUSICAE)                  | 2               |
| Швеція Swedish Albums (Sverigetopplistan)            | 27              |
| Швейцарія Swiss Albums (Schweizer Hitparade)         | 1               |
| Велика Британія UK Albums (OCC)                      | 1               |
| США Billboard 200                                    | 15              |
| US Top Album Sales (Billboard)                       | 4               |
| US Top Rock Albums (Billboard)                       | 1               |
| US Top Alternative Albums (Billboard)                | 1               |

| Хіт-парад (2022)                   | Позиція |
| ---------------------------------- | ------- |
| Belgian Albums (Ultratop Flanders) | 176     |
| Belgian Albums (Ultratop Wallonia) | 32      |
| Dutch Albums (Album Top 100)       | 96      |
| French Albums (SNEP)               | 43      |
| Swiss Albums (Schweizer Hitparade) | 15      |
| UK Albums (OCC)                    | 85      |

### Сертифікація
| Регіон                                                      | Сертифікація | Продажі |
| ----------------------------------------------------------- | ------------ | ------- |
| Франція (SNEP)                                              | Золотий      | 50 000  |
| Велика Британія (BPI)                                       | Срібний      | 60 000  |
| продажі+прослуховування, що базуються лише на сертифікаціях |              |         |